# Transfòbia
La transfòbia (prové de la paraula anglesa transphobia), també coneguda com a cissexisme, transprejudici, i trans-misogínia, referint-se a la transfòbia adreçada a dones trans, o trans-androfòbia, referint-se a la transfòbia adreçada a homes trans, és la discriminació, la intolerància o l'actitud i sentiments negatius envers les persones trans o amb aspectes generals o concrets del col·lectiu trans, basat en l'expressió de la seva identitat de gènere interna. Sigui intencional o no, la transfòbia pot tenir conseqüències negatives greus per la persona a qui va dirigida. Moltes persones trans també experimenten homofòbia de persones que associen la seva identitat de gènere amb l'homosexualitat.

## Orígens

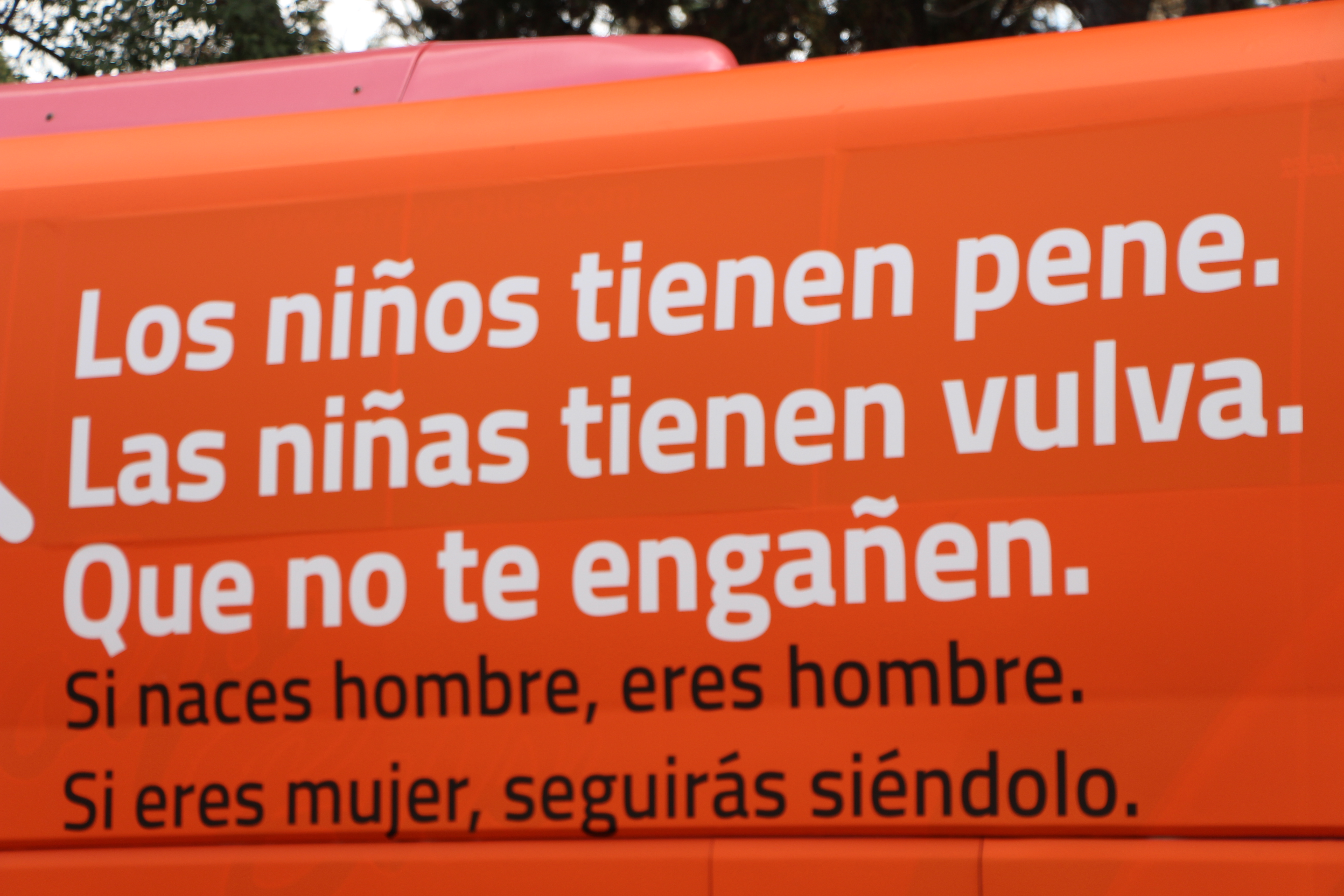
Autobús amb missatge transfòbic de l'associació ultracatòlica espanyola HazteOir.org: "Els nens tenen penis, les nenes tenen vulva. Que no t'enganyin".

L'origen de la paraula transfòbia neix a finals de la dècada dels noranta, al mateix temps que comença a sorgir el terme transgènere. Aquests termes van brotar en plena lluita reivindicadora de l'homosexualitat als Estats Units.
Tal com esmenta l'escriptora estatunidenca Julia Serano en el seu llibre Whipping Girl: A Transsexual Woman on Sexism and the Scapegoating of Femininity, l'arrel de la transfòbia és el sexisme. L'autora atribueix els orígens tant de la transfòbia com de l'homofòbia amb el que ella anomena "sexisme opositor", la idea que no existeix res més enllà de el masculí i el femení, amb uns estereotips establerts que no es poden superposar. L'estatunidenca compara aquest tipus de sexisme amb el tradicional, que estableix una creença sobre uns rols determinats, a les dones el femení i als homes el masculí (tradicionalment superior). També argumenta que la transfòbia creix a causa de les inseguretats que té la gent sobre el gènere i les seves normes.
L'autora Jody Norton sosté en el seu article "Brain says you're a girl, but I think you're a sissy boy": Cultural origins of transphobia, que la transfòbia és una variant de l'homofòbia, entesa com a odi a qualsevol persona que es desviï de la norma tradicional de l'heterosexualitat reproductiva.

## Dia Internacional contra l'Homofòbia i la Transfòbia

### Història
Aquest dia se celebra el 17 de maig, ja que el mateix dia de l'any 1990 l'Assemblea General de l'Organització Mundial de la Salut (OMS) va excloure definitivament l'homosexualitat de la Classificació Internacional de Malalties, concretament de la llista de trastorns mentals. Durant el segle XX molts homosexuals van ser oprimits a molts països, van patir des del seu trasllat a camps de concentració nazi fins a la seva persecució a l'URSS i als EUA.

### Objectiu
L'objectiu principal del Dia Internacional contra l'Homofòbia i la Transfòbia es fa per cridar l'atenció pública sobre els problemes de les persones homosexuals, bisexuals i transgènere, especialment als països on el tema de la sexualitat encara està prohibit i les minories sexuals són discriminades. Mes que una data de commemoració, per les diversitats sexuals és un dia de denúncia i reivindicació. La idea és provocar accions que generin debat i interès respecte a la transfòbia, homofòbia i bifòbia, a més de reforçar la visibilitat d'aquestes problemàtiques.

### Reconeixement a nivell mundial
El Dia Internacional Contra l'Homofòbia i la Transfòbia està reconegut a Bèlgica, Regne Unit, Mèxic, Costa Rica, Holanda, França, Luxemburg, Espanya, Brasil, Croàcia i el Parlament Europeu. El Parlament de Buenos Aires, també ha reconegut el dia i l'inclouen a les agendes locals.

#### ONU
Per altra banda, l'ONU no el reconeix com un dia oficial però, tot i això, la majoria de les seves agències prenen accions cada any per commemorar-lo.
Navi Pillay, la comissionada pels drets humans de l'ONU declara: "Existeixen molts dies internacionals oficialment reconeguts per les Nacions Unides, més de 100, de fet. Desafortunadament el dia contra la transfòbia i homofòbia no és un d'ells. La raó és que l'Assemblea General de les Nacions Unides no ha arribat a una resolució per classificar-lo com un dia oficial. Aquest fet parla per si mateix, tot i el progrés dels últims anys, molts estats es mostren reticents en enfront del reconeixement del grau de violència i discriminació cap a les persones lesbianes, gays, bisexuals, transgènere o intersexuals. La realitat és que el fet que alguns països estiguin dividits davant d'aquests temes és una raó suficient per evitar parlar-ho públicament, per por a la controvèrsia. En la meva opinió, s'hauria de fer el contrari: el fet que tants països continuïn negant els abusos o les violacions dels drets humans, fa que parlar d'això sigui més rellevant."

#### Institut Nacional dels Drets Humans (INDH)
Per l'Institut Nacional dels Drets Humans, els drets de les diversitats sexuals ha sigut un assumpte d'especial preocupació, per això recomanaven a l'Estat la realització de campanyes públiques que contribueixin a modificar els mites i estereotips sobre l'orientació sexual i la identitat de gènere que estan a la base de la violència i la discriminació que afecta a les persones sexualment diverses. Per motiu d'aquesta commemoració fan una crida als Estats, perquè adoptin un marc jurídic i normatiu amb mesures d'aplicació integrals per protegir els drets dels joves trans i de gènere divers, respectant la diversitat de gènere i possibilitar la realització del seu potencial, donant importància fonamental als principis d'igualtat i no discriminació, el dret a la vida, la supervivència i el desenvolupament.

## Assetjament i violència
L'estudi Violence against transgender people, realitzat a la Universitat de Hawaii als Estats Units, afirma que les persones transgènere s'enfronten a molts reptes en una societat que no implica cap sistema de gènere que no sigui binari. Tanmateix, hi ha tres fonts primàries de dades als Estats Units per discernir les taxes i els tipus de violència que les persones transgènere s'enfronten al llarg de la seva vida, que són l'autoavaluació d'enquestes i les avaluacions de necessitats, els registres de serveis socials i els informes policials. Les tres fonts indiquen que la violència contra les persones transgènere comença a principis de la seva vida, i per tant, tenen risc de múltiples tipus i incidències de violència, i afirmen que aquesta amenaça dura al llarg de la seva vida. A més, les persones transgènere semblen tenir un risc particularment elevat per la violència sexual.

### Àmbits
L'assetjament i la violència cap a les persones transgènere es troba de forma quotidiana en diferents àmbits.

#### Escolar
L'assetjament per homofòbia i transfòbia és un problema als centres educatius d'arreu del món que viola els drets dels estudiants i docents i alhora desfavoreix una educació de qualitat. Les Nacions Unides, juntament amb la UNESCO ja han pres partit sobre aquesta problemàtica.
Segons un estudi del Centre Nacional d'Igualtat de Transsexuals (2011), el 82% de la joventut trans asseguren que se senten insegurs a l'escola, d'entre aquest, el 44% han declarat haver estat abusats físicament i el 67% han patit ciberassetjament. Tenint en compte que més de la meitat d'aquestes estudiants són víctimes diàries, podem confirmar que l'assetjament escolar a persones trans és una realitat en el nostre dia a dia.
Una estadística preocupant és que dos de cada tres nens són víctimes del ciberassetjament. El ciberassetjament és especialment problemàtic, perquè els nens no només són víctimes a l'escola sinó també a casa seva. Això implica que no es puguin escapar d'aquest tipus d'abús.
A part del trauma físic i emocional immediat que comporta la víctima de l'assetjament sexual, hi ha altres efectes a llarg termini de l'abús.

#### Laboral
Durant molts anys no s'ha obert el mercat laboral a les persones trans. Concretament hi ha un 85% d'atur entre aquest col·lectiu, cosa que afavoreix l'exclusió social. Algunes conseqüències que pateixen són el rebuig i l'exclusió que acaba causant problemes d'autoestima durant la seva transició i els perjudicis dels empresaris per contractar-los.
El març del 2016, una pàgina web del món laboral al Regne Unit, anomenada Totaljobs, va fer una investigació sobre el món laboral dels transgèneres i van descobrir que un 36% dels treballadors trans han renunciat al seu treball a conseqüència de l'assetjament que rebien a la feina i un 60% han rebut discriminació transfòbica, un 40% d'aquests deia que la discriminació provenia dels seus companys de feina mentre que sol el 20% deia que provenia de la gerència.
S'ha creat la Llei d'Igualtat LGTBI per garantir a les persones trans la igualtat i dignitat al treball, aprovada pel Congrés dels Diputats.

#### Familiar
La família i sobretot els pares tenen un paper molt important en aquest procés. Hi ha adolescents que decideixen explicar el que els passa però n'hi ha d'altres que no se senten segurs davant la possible reacció que poden tenir els seus pares i per això no els ho diuen.
Les reaccions més habituals dels familiars a l'assabentar-se d'aquesta situació són quedar-se en shock, la negació, sentir-se culpable i el més important, l'acceptació o no d'aquesta nova situació. L'acceptació i el suport són vitals a l'hora de la relació dels fills amb la resta de la societat, ja que els ajuda a augmentar la seva autoestima i seguretat per superar aquesta situació. Per altra banda, hi ha casos en els quals a la família els sorgeixen dubtes sobre possibles conseqüències negatives entre cosins o germans. El qual demostra un clar símptoma de transfòbia que aquestes persones tenen interioritzada.
L'enquesta Transgender Survey (USTS), realitzada pel National Center for Transgender Equality el 2015 als Estats Units, és l'enquesta més àmplia amb 27.715 enquestats de tots els cinquanta estats. Aquesta enquesta proporciona les experiències de maltractament, assetjament i violència de les persones transgèneres en una àmplia gamma de categories com l'educació, l'ocupació, la vida familiar, la salut, etc. L'enquesta va ajudar a detectar que un de cada deu enquestats va patir violència transfòbica a mans d'un membre de la seva família més pròxima i el 8% va ser expulsat de les seves cases per ser transgènere.
El 62% de les demandes relacionades amb persones trans afirmen que els acusats s'enfronten a problemes familiars.

#### Salut
Els resultats obtinguts de l'enquesta Transgender Survey (USTS), realitzada per the National Center for Transgender Equality el 2015 als Estats Units, mostren una imatge preocupant de l'impacte de l'estigma i la discriminació en la salut de moltes persones transgèneres. Un sorprenent 39% dels enquestats va experimentar un greu problema psicològic durant el mes anterior a la realització de l'enquesta, en comparació amb només el 5% de la població dels Estats Units. Entre els resultats més destacats es troba el 40% dels enquestats que han intentat suïcidar-se en la seva vida: gairebé nou vegades l'intent de la taxa de suïcidi a la població dels Estats Units (4,6%).
El 33% va informar de tenir experiències negatives amb un professional sanitari relacionat amb ser transgènere, com ara l'assetjament verbal o la negació del tractament. El 23% va informar que no demanaven tractament per a una condició per por de ser maltractats, mentre que el 33% no demanava tractament perquè no els podien permetre.
Un 25% dels enquestats va experimentar un problema el darrer any amb la seva assegurança medica relacionada amb ser transgènere, com ser negat la cobertura per a la cura relacionada amb la transició de gènere o se li va negar la cobertura de l'atenció rutinària, ja que eren transgènere.
S'ha denegat a un 55% dels que van buscar cobertura per a la cirurgia relacionada amb la transició durant el darrer any i es va negar el 25% dels que van buscar la cobertura d'hormones l'any anterior.

##### A Catalunya[calcitació]
A Catalunya hi ha dos models d'atenció a persones trans la UIG (Unitat d'Identitat de Gènere) i el Servei Trànsit.
La UIG es basa en un model tradicional biomèdic que considera la "transsexualitat" com a malaltia orgànica. Defineix la "transsexualitat" com un Trastorn d'Identitat de Gènere (TIG) o Disfòria de Gènere. Trànsit, en canvi, es basa en un model bio-psicosocial amb visió inclusiva de la salut. Defineix el fet trans com una expressió més de la diversitat de gènere i autodeterminació de la identitat de gènere de la persona.
Les diferències més destacables entre els dos models d'atenció a persones trans que podem trobar són que a la UIG és el metge qui decideix si dona accés o no als tractaments de transició. Avaluen el gènere de la persona basant-se en tests poc inclusius, ja que s'acomoden als estàndards socials tradicionals. En canvi a Trànsit la demanda és de la persona, ja que es considera que ella és l'única que pot decidir la seva identitat i les necessitats mèdiques que requereix. Per altra banda, cal remarcar que a Trànsit és la mateixa persona trans qui decideix lliurement si vol atenció psicològica o psiquiàtrica, en canvi a UIG és obligatòria per al diagnòstic i accés als serveis.

#### Error de gènere
L'error de gènere (en anglès, misgendering) és l'acte que algunes persones tenen, sigui deliberadament o accidentalment, d'etiquetar a persones trans amb un gènere que no coincideix amb la seva identitat de gènere. Això passa quan s'utilitzen pronoms incorrectes i/o finals amb connotació de gènere incorrectes.
Segons l'estudi Pathologising and misgendering children from 1999 to 2008, creat a la Universitat de Surrey al Regne Unit, les persones transgènere són regularment ignorades per diferents tipus de professionals com policies, psicòlegs, metges, on les  intervencions clíniques es basen sovint en ideologia discriminatòria com a "evidència", i també els mitjans de comunicació.
Un estudi del 2018 sobre 129 joves transgènere, publicat per Journal of Adolescent Health, que va examinar la relació entre l'ús dels noms escollits, com a indicador de l'afirmació de gènere dels joves en diversos contextos, i la salut mental entre els joves trans. Afirma que l'ús del nom escollit forma part del procés de transició social per alinear la presentació del gènere amb la identitat de gènere. Aquest procés de transició social de gènere, que inclou canviar noms, pronoms, cabells i peces de vestir, està associat a una millor salut mental entre els joves trans. No obstant això, molts joves transgènere no poden utilitzar el seu nom escollit per motius interpersonals o institucionals. Per exemple, les famílies o els companys poden resistir o rebutjar el nom escollit pels joves, i les institucions mèdiques o les escoles poden requerir un canvi legal de nom abans que els joves puguin utilitzar un nom escollit. Segons l'estudi els joves transgènere que van poder utilitzar els seus noms escollits en múltiples contextos van informar de menys símptomes depressius i menys idees i comportaments suïcides. Els resultats indiquen que els companys, els pares, els professors, els proveïdors de salut i les institucions educatives i mèdiques poden donar suport a la joventut transgènere i la seva salut mental, fent referència a ells segons els noms escollits.

### Conseqüències
La transfòbia causa estrès a les persones transgènere, això porta al fet que arribin a avergonyir-se d'ells mateixos i a què tinguin baixa autoestima. Algunes de les reaccions més freqüents d'aquests joves és escapar de casa, abandonar l'escola, prendre drogues o autolesionar-se.
L'article Suicide and Suicidal Behavior among Transgender Persons, realitzat per l'Indian Journal Psychological Medicine, afima que el percentatge d'intents de suïcidi entre persones trans oscil·la entre el 32% i el 50% entre els països d'arreu del món. La victimització per gènere, la discriminació, l'assetjament escolar, la violència, el rebuig per part de la família, els amics i la comunitat; l'assetjament per la parella íntima, els familiars, policies i públic; la discriminació i el mal tractament en el sistema de salut són els principals factors de risc que influeixen en el comportament suïcida entre les persones transgènere.
La troballa més sorprenent de l'estudi d'American Foundation for suicide prevention va ser l'alta prevalença de suïcidi i l'elevat nombre d'intents de suïcidi dins d'aquest col·lectiu. Es van trobar intents entre els enquestats, que eren classificats com dones trans (MTF) i homes trans (FTM), basats en les seves auto identificacions primàries, els que necessiten una cirurgia per tal de fer la transició, pateixen més angoixa i els porta a la incongruència entre la seva identitat de gènere i la seva aparença física, i tenen una tendència més directa als intents de suïcidi que els que no volen o necessiten aquesta operació per sentir-se bé amb ells mateixos.

## Associacions de persones LGTBI

### Associació internacional de Persones LGTBI
ILGA és una associació internacional que representa a 1.501 organitzacions sense ànim de lucre de lesbianes, gais, bisexuals, trans i intersexuals, membres de 150 països i territoris. L'associació busca tenir una visió del món on es respectin els drets humans de tots i totes les persones sense jutjar la seva orientació sexual, la identitat de gènere, l'expressió de gènere i les seves característiques sexuals.
"Un món on tots/es puguin viure en igualtat i llibertat, on es garanteixi la justícia social i es valori la diversitat de les persones LGBTI i les seves comunitats."

#### Programes i esdeveniments[calcitació]
L'associació internacional de persones LGBTI, té un programa d'identitat de gènere i expressió de gènere que dona suport i enforteix el moviment trans mundial i dona visibilitat a les qüestions trans més importants a les Nacions Unides a través de publicacions i informes per difondre informació creïble sobre la seva situació de drets humans, també promouen així el lideratge trans i creen ocasions perquè siguin escoltats.
ILGA també té el programa ProtectDefenders.eu que és finançat per la Unió Europea, està format per 12 ONG que se centren bàsicament a donar suport als defensors dels drets humans.
Un cop a l'any se celebra la Gala Mundial ILGA, és un esdeveniment on assisteixen les organitzacions de LGBTI, membres de les comunitats, activistes dels drets humans i les persones amb qui compareixen la visió d'un món on es respecten els drets humans de tots/es.

### Col·lectius de LGTBI a Catalunya

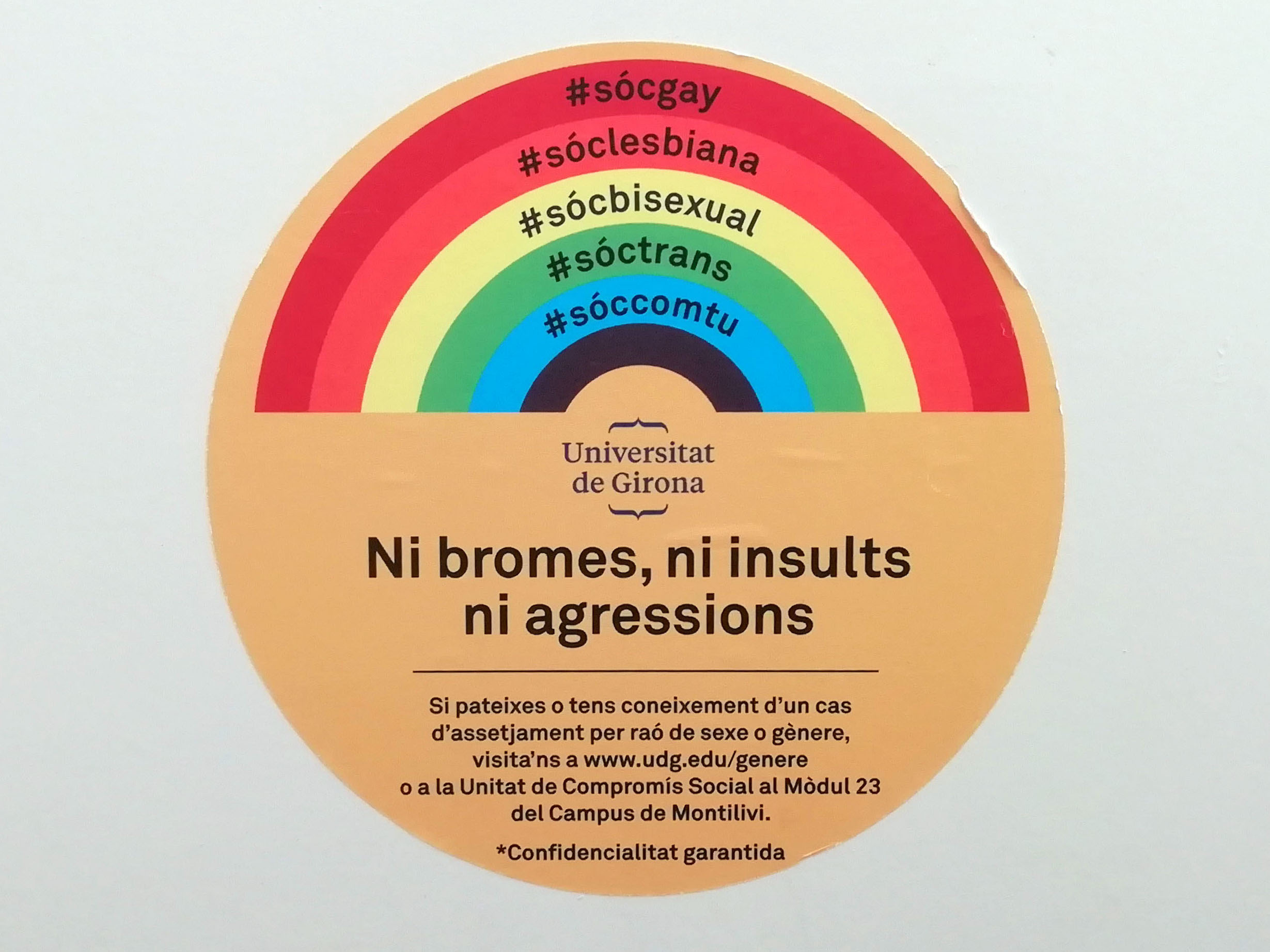
Adhesiu sobre el Protocol contra l'assetjament de la Universitat de Girona.

H2O. Gais, Lesbianes, Bisexuals i Transsexuals del Camp de Tarragona, és una entitat sense ànim de lucre fundada al 1998 sota el nom de CIT, Col·lectiu per a la Igualtat a Tarragona, que lluita pels drets i per la plena igualtat social del col·lectiu homosexual, trans i queer al nostre país.
Associació LGTB TALCOMSOM de la Comarca d'Osona, l'associació es va fundar a Vic l'any 2008, per la iniciativa d'un grup de lesbianes, gais, trans i bisexuals. La seva finalitat és ser un punt de trobada pel col·lectiu a la Catalunya Central, per aconseguir això intenten trobar l'equilibri entre lleure i reivindicació alhora que busquen activitats atractives per tothom.
Generem! Associació Trans de Barcelona, és una associació sense ànim de lucre que va ser fundada el 2015 a Barcelona integrada per persones trans. La seva finalitat és donar a conèixer les realitats de les diferents identitats i expressions de gènere de les persones.